# Ü

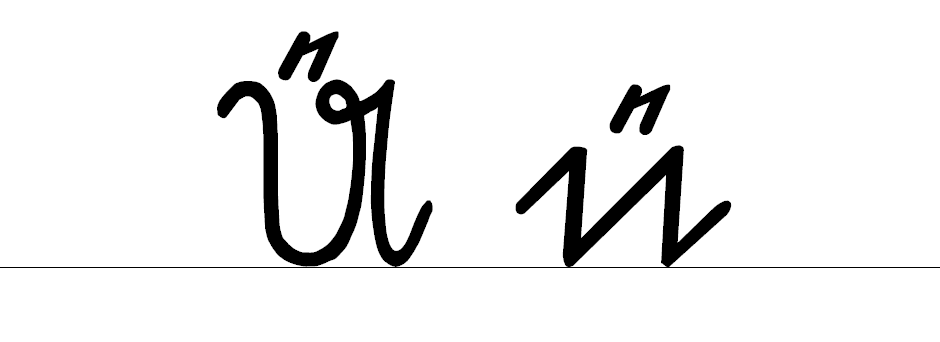
ジュッターリーン体。「U/u」の上に「e」の小文字が乗っている。

Ü は、ラテン文字 U にウムラウト記号ないし分音記号（¨）を付した文字で、小文字は ü。ドイツ語などでは円唇前舌狭母音 [y] を表すのに用いられるのに対し、スペイン語などでは母音字が連続する場合の発音が二重母音や黙字にはならないことを示すのに使われる。

## [y] 音の音標としての ü
円唇前舌狭母音 [y] あるいはそれに近い音をもつ言語は少なくなく、ü で表現することは広く行われている。
もともとはドイツ語における u の変母音（ウムラウト）を表現したものであった。
後に、単に [y] 音を表現する文字として標準的な地位を獲得した。ハンガリー語・トルコ語・アゼルバイジャン語・エストニア語などの表記にこの文字が用いられるほか、中国語のピンインにも採用されている。

### ドイツ語における ü
ドイツ語では「ウー・ウムラウト」（独: U-Umlaut）と呼び、u が変母音化した母音 [y] を表す。
Buch 「本」の複数形が Bücher であるように、ドイツ語では、[u] と [y] が（同じ起源ゆえに）相互に関連した位置に現れる場合があり、この点を理解する上でも好ましい形と言える。
なお、一般に、英文タイプライターなどでウムラウトを表現できないときは、大文字は Ue、小文字は ue と代用表記することになっている。またスイスのドイツ語では、大文字の Ü を使わずに Ue で代用する慣行である （小文字の ü は使用する）。

## 分音記号を伴った u としての ü
スペイン語・ポルトガル語・フランス語などでは、分音記号（トレマ tréma/trema、スペイン語ではディエレシス diéresis）は連続する2つの母音字の一方に付けられて、発音の規則を変更する役割を果たす。この記号が u に付けられるのはおもに以下の場合である。
- スペイン語およびブラジル・ポルトガル語において、güe, güi は [ɡwe], [ɡwi] の音を表す。gue, gui が [ɡe], [ɡi] を表すのに対し、u 音を強制的に発音させるものである。

※ポルトガルでは表記の区別をしない。
- ブラジル・ポルトガル語において、qüe, qüi は [kwe], [kwi] の音を表す。que, qui が [ke], [ki] を表すのに対し、u 音を強制的に発音させるものである。

※スペイン語では [kwe], [kwi] を cue, cui と綴り、この記法に頼ることはしない。また、ポルトガルでは表記の区別をしない。
- 現在ポルトガル語ではポルトガルとブラジルの正書法を近付ける改革が行われており、ブラジルでも移行期間を経て2013年からトレマ無しのgue, gui, que, quiのみが使用される。
- フランス語でもトレマが使われるが、 u にトレマが付けられるのは、いくつかの特殊な場合に限られる （fr:Ü (lettre)#Françaisを参照）。

## 他の手段による表現
- モールス信号: ・・--

## 文字コード
| 大文字 | Unicode | JIS X 0213 | 文字参照             | 小文字 | Unicode | JIS X 0213 | 文字参照             | 備考 |
| ------ | ------- | ---------- | -------------------- | ------ | ------- | ---------- | -------------------- | ---- |
| Ü      | U+00DC  | 1-9-50     | &Uuml; &#xDC; &#220; | ü      | U+00FC  | 1-9-81     | &uuml; &#xFC; &#252; |      |